# 1月12日
1月12日（いちがつじゅうににち）は、グレゴリオ暦で年始から12日目に当たり、年末まであと353日（閏年では354日）ある。

## できごと

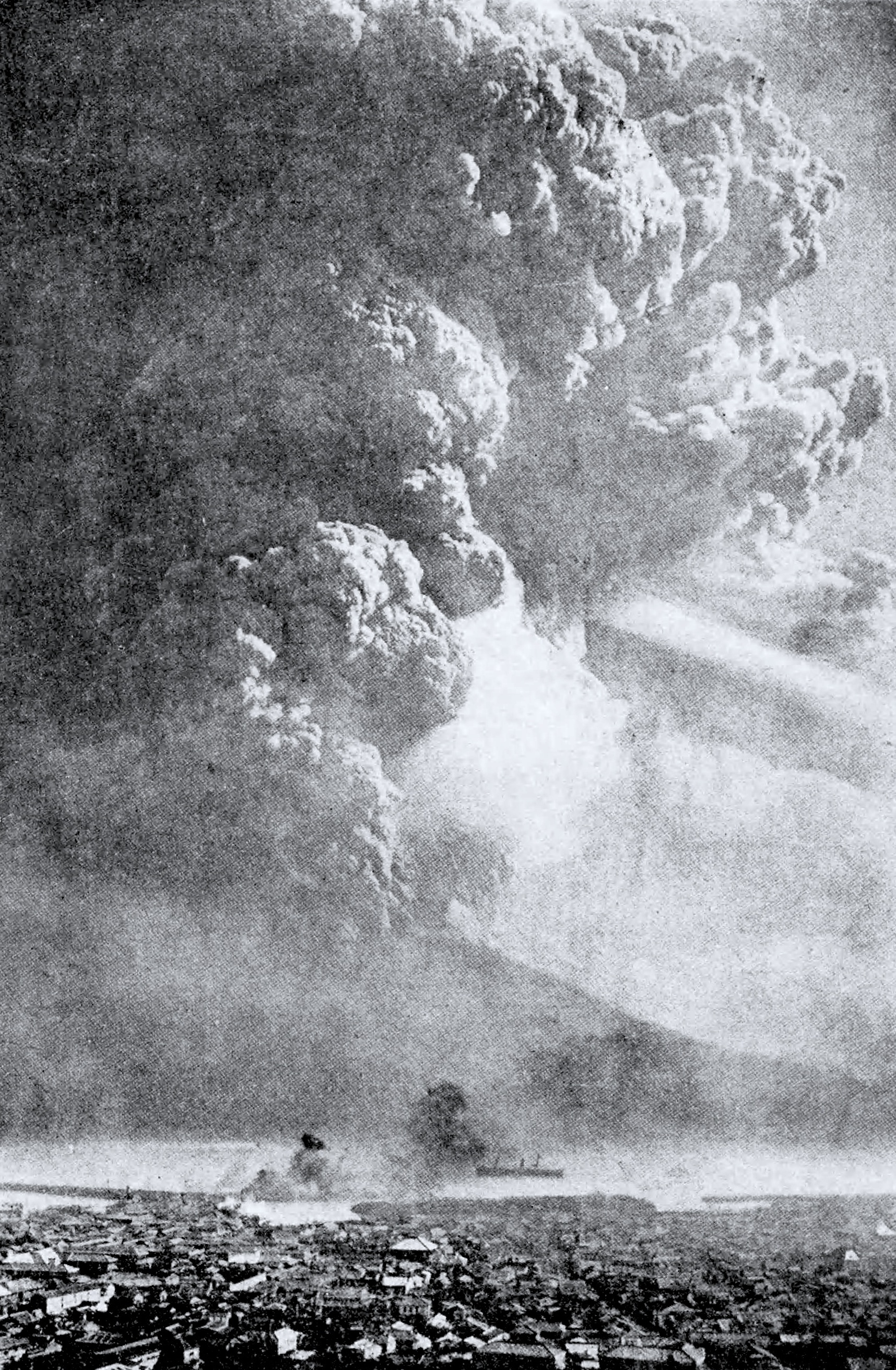
桜島の大正大噴火（1914年）

- 1528年 - スウェーデン王グスタフ1世が戴冠。
- 1865年（元治元年12月15日） - 高杉晋作ら長州藩諸隊が功山寺で挙兵。（功山寺挙兵）
- 1872年 - ヨハンネス4世がエチオピア皇帝に即位。
- 1874年 - 板垣退助らが愛国公党を結成。
- 1875年（同治13年12月1日） - 光緒帝が清の皇帝に即位。
- 1895年 - イギリスでナショナル・トラストが発足。
- 1898年 - 日本で伊藤博文が第7代内閣総理大臣に就任し、第3次伊藤内閣が発足。
- 1911年 - オーストリア陸軍のレルヒ少佐が、新潟県高田（現在の上越市高田）陸軍歩兵連隊の青年将校に、日本で初めてスキーの指導を行なう[1]。
- 1914年 - 桜島で大噴火。大隅半島と陸続きになる。（大正大噴火）
- 1915年 - ロッキーマウンテン国立公園設置。
- 1928年 - 大相撲実況ラジオ放送が開始。放送時間内に終了させるために仕切りに制限時間が設けられる。
- 1930年 - 青森県八戸市で第1回日本スケート選手権大会開催。
- 1935年 - 鳥取県の境町で大火。419戸焼失。
- 1937年 - 北海道入舸村（現積丹町）沖合で石炭運搬船『愛国丸』（4293トン）が暴風雪のため座礁、沈没。7人救助、5人死亡、28人行方不明[2]。
- 1946年 - 第1回国連総会で国連安全保障理事会が成立。
- 1946年 - 中国に亡命していた日本共産党幹部・野坂参三が16年ぶりに帰国。
- 1950年 - アチソン米国務長官がアメリカの防衛ラインをフィリピン・沖縄・日本・アリューシャン列島とすることを表明。（アチソンライン）
- 1954年 - 米国務長官ジョン・フォスター・ダレスが、共産圏に対する大量報復戦略（ニュールック戦略（英語版））を表明。
- 1962年 - 歌会始が初めてテレビ中継される。
- 1964年 - ザンジバル革命。ザンジバル王国の王政が崩壊し、ザンジバル人民共和国が樹立。
- 1970年 - ビアフラ戦争（ナイジェリア内戦）が終結。
- 1988年 - 日本医師会の生命倫理懇談会が、脳死を個体死と認め、脳死段階での臓器移植を認める最終報告書をまとめる。
- 1989年 - この日の東京証券取引所における株式取引において日経平均株価が「前日比変わらず」を記録する（31143円45銭）。
- 2004年 - 当時史上最大の客船「クイーン・メリー2」が処女航海に出発。
- 2005年 - アメリカの彗星探査機「ディープ・インパクト」が打ち上げ。
- 2006年 - ローマ教皇ヨハネ・パウロ2世暗殺未遂犯メフメト・アリ・アジャがイタリアとトルコでの25年の刑期を満了して出所。
- 2007年 - マックノート彗星が近日点を通過。白昼に肉眼で見ることができる大彗星となる。
- 2009年 - アメリカ合衆国への入国手続きに電子渡航認証システム（ESTA）が必須となる。
- 2010年 - ハイチの首都ポルトープランス近くでマグニチュード7.0の地震が発生。（ハイチ地震）
- 2011年 - ブラジル リオデジャネイロ州で大規模な地すべりが発生。死者700人以上、ブラジルの地すべり被害としては過去最悪[3]。
- 2012年 - ルーマニアで緊縮財政政策に反対する大規模なデモが発生。 (2012年ルーマニア反政府運動)
- 2016年 - MicrosoftのOSであるWindows8のサポート終了。

## 誕生日
- 1540年 - 本庄繁長、戦国武将（+ 1614年)
- 1588年 - ジョン・ウィンスロップ、マサチューセッツ湾植民地知事（+ 1649年）
- 1591年 - ホセ・デ・リベーラ、画家（+ 1652年）
- 1628年 - シャルル・ペロー、詩人、童話作家（+ 1703年）
- 1630年 （寛永6年11月29日）- 松平頼隆、初代府中藩主 （+ 1707年）
- 1696年 （元禄8年12月8日）- 一柳頼邦、第4代小松藩主 （+ 1744年）
- 1716年 （正徳5年12月18日）- 小笠原信胤、第4代勝山藩主 （+ 1745年）
- 1729年 - エドマンド・バーク、政治思想家、哲学者、政治家（+ 1797年）
- 1746年 - ヨハン・ハインリヒ・ペスタロッチ、教育実践家（+ 1827年）
- 1820年 （文政2年11月27日）- 本多忠紀、第6代泉藩主 （+ 1883年）
- 1822年 - ジャン＝ジョゼフ・エティエンヌ・ルノアール、技術者、事業家（+ 1900年）
- 1824年 （文政6年12月12日）- 南部利義、第13代盛岡藩主 （+ 1888年）
- 1854年 - ヒューゴ・ビルイェル、画家（+ 1887年）
- 1856年 - ジョン・シンガー・サージェント、画家（+ 1925年）
- 1861年（万延元年12月2日） - 半井桃水、小説家（+ 1926年）
- 1871年（明治3年11月22日） - 井口阿くり、教育者、体操家（+ 1931年）
- 1876年 - ジャック・ロンドン、小説家（+ 1916年）
- 1876年 - 光田健輔、病理学者（+ 1964年）
- 1878年 - 緑嶌友之助、大相撲力士（+ 1952年）
- 1878年 - モルナール・フェレンツ、劇作家、小説家（+ 1952年）
- 1880年 - レンジェル・メニヘールト、劇作家、脚本家（+ 1974年）
- 1884年 - 宮澤裕、政治家（+ 1963年）
- 1890年 - ヴァスィリー・エロシェンコ、エスペランティスト、作家（+ 1952年）
- 1892年 - 伊藤勝吉、騎手、調教師（+1963年）
- 1893年 - ヘルマン・ゲーリング、政治家、軍人（+ 1946年）
- 1896年 - 吉屋信子、小説家（+ 1973年）
- 1897年 - 木村荘十、作家（+ 1967年）
- 1899年 - パウル・ヘルマン・ミュラー、化学者（+ 1965年）
- 1900年 - 柳瀬正夢、洋画家（+ 1945年）
- 1901年 - 三池信、政治家（+1988年）
- 1903年 - 加瀬俊一 、外交官、日本の初代国連大使（+ 2004年）
- 1903年 - 岩橋英遠、日本画家（+ 1999年）
- 1907年 - セルゲイ・コロリョフ、ロケット開発指導者（+ 1966年）
- 1907年 - 真野春美、プロ野球選手（+ 没年不詳）
- 1907年 - 田上穣治、法学者（+ 1991年）
- 1910年 - ルイーゼ・ライナー、女優（+ 2014年）
- 1913年 - 加藤嘉、映画俳優（+ 1988年）
- 1914年 - 神谷美恵子、作家、翻訳家、精神科医（+1979年）
- 1916年 - 岡晴夫、歌手（+ 1970年）
- 1916年 - ピーター・ウィレム・ボータ、政治家、第6代南アフリカ共和国大統領（+ 2006年）
- 1917年 - 秋山ちえ子、ラジオパーソナリティ、エッセイスト（+ 2016年）
- 1918年 - マハリシ・マヘーシュ・ヨーギー、宗教家（+ 2008年）
- 1921年 - 三國一朗、タレント（+ 2000年）
- 1921年 - 木村勉、元プロ野球選手
- 1925年 - 七尾伶子、女優、声優（+ 2006年）
- 1925年 - 目時春雄、元プロ野球選手（+ 1995年）
- 1926年 - 三浦朱門、小説家（+ 2017年）
- 1928年 - 原田康子、小説家（+ 2009年）
- 1930年 - 槙原稔、実業家、三菱商事相談役 (+ 2020年)
- 1930年 - 安藤美紀夫、児童文学作家（+ 1990年）
- 1931年 - 大海赫、児童文学作家
- 1931年 - 清水一行、小説家（+ 2010年）
- 1931年 - 内藤繁春、騎手（+2013年）
- 1932年 - 稲福健蔵、実業家、元アナウンサー、記者（+ 1996年）
- 1934年 - 小川健太郎、元プロ野球選手（+ 1995年）
- 1934年 - 酒井敏明、元プロ野球選手（+ 2007年）
- 1935年 - 石井トミコ、女優
- 1937年 - 小宮山清、声優
- 1937年 - 岡田守雄、元プロ野球選手
- 1938年 - 大津美子、歌手
- 1938年 - 高林恒夫、元プロ野球選手（+ 2009年）
- 1939年 - かまやつひろし、ミュージシャン（+ 2017年）
- 1939年 - 安井かずみ、作詞家（+ 1994年）
- 1939年 - 木暮正夫、児童文学作家（+ 2007年）
- 1941年 - 藤井旭、天体写真家（+ 2022年）
- 1941年 - 今西和男、元サッカー選手、指導者
- 1942年 - 加藤峻二、競艇選手
- 1942年 - 宗像紀夫、検察官、弁護士
- 1942年 - 住吉正博、俳優（+ 2017年）
- 1944年 - 但馬久美、タレント、俳優、元政治家、元宝塚歌劇団
- 1944年 - ヴィクトリア・ポストニコワ、ピアニスト
- 1944年 - ジョー・フレージャー、プロボクサー（+ 2011年）
- 1945年 - 三木たかし、作曲家（+ 2009年）
- 1946年 - 大鷲平、元大相撲力士
- 1946年 - 岩尾光代、ジャーナリスト
- 1947年 - 橋本大二郎、政治家、元高知県知事
- 1947年 - ジーン・マーチン、元プロ野球選手
- 1948年 - 塩見三省、俳優
- 1948年 - 新井将敬、政治家（+ 1998年）
- 1949年 - 羽田健太郎、作曲家、ピアニスト（+ 2007年）
- 1949年 - 村上春樹、作家
- 1951年 - 山口佳三、数学者
- 1951年 - アイ高野、歌手（+ 2006年）
- 1952年 - 楠田枝里子、タレント、エッセイスト、アナウンサー
- 1952年 - 梅野哲徳、元プロ野球選手
- 1953年 - 岡村幸四郎、政治家（+ 2013年）
- 1953年 - 春風亭正朝、落語家
- 1953年 - 橋本晃一、声優
- 1953年 - テリー・ウィットフィールド、元プロ野球選手
- 1954年 - 立原啓裕、タレント
- 1956年 - 飯干辰己、政治家
- 1956年 - 深澤英隆、宗教学者、一橋大学名誉教授
- 1956年 - ニコライ・ノスコフ、歌手
- 1957年 - 若嶋津六夫、元大相撲力士
- 1958年 - 伊藤明生、神学校教師、聖書学者、哲学博士
- 1958年 - 伊藤桂司、グラフィックアーティスト
- 1959年 - 中村博文、イラストレーター
- 1959年 - ブリクサ・バーゲルト、ミュージシャン、詩人（アインシュテュルツェンデ・ノイバウテン）
- 1959年 - ケイ・グラント、DJ
- 1960年 - マイク・マーシャル、元プロ野球選手
- 1961年 - 伊藤正秀、土木工学者
- 1962年 - 石井靖幸、実業家
- 1962年 - 堀井哲也、元野球選手
- 1962年 - エマニュエル・ピロ、元レーシングドライバー
- 1963年 - 尾形大作、演歌歌手
- 1963年 - 真島省三、政治家
- 1963年 - モーリー・ロバートソン、ラジオパーソナリティ、ミュージシャン、作家、ジャーナリスト、ポッドキャスター
- 1964年 - ジェフ・ベゾス、実業家
- 1967年 - 井上雄彦、漫画家
- 1968年 - 石原詢子、演歌歌手
- 1968年 - 金光一昭、ラジオパーソナリティ
- 1968年 - 小林紀晴、ジャーナリスト
- 1968年 - 増田順一、ゲームクリエイター
- 1969年 - ロベルト・プロシネチキ、元サッカー選手
- 1970年 - 金聖響、指揮者
- 1970年 - ナイジェル・ウィルソン、元プロ野球選手
- 1970年 - 澤登正朗、元サッカー選手
- 1971年 - 大庭美樹、将棋棋士
- 1971年 - 芳野美樹、声優
- 1971年 - 中村彰久、バスケットボール指導者
- 1971年 - 海田和裕、元競輪選手
- 1972年 - 干場崇永、元プロ野球選手
- 1973年 - オリビエ・ペリエ、騎手
- 1973年 - ジャッジ金子、プロレスレフェリー
- 1973年 - 志良玉弾吾、AV男優
- 1974年 - メラニー・チズム、歌手（スパイス・ガールズ）
- 1974年 - DJ TATSUTA、DJ
- 1974年 - 松本ぷりっつ、漫画家
- 1974年 - ハミルトン・リカルド、サッカー選手
- 1976年 - 古城茂幸、元プロ野球選手
- 1976年 - 中谷美紀、女優
- 1976年 - 幸英明、騎手
- 1976年 - ミノワマン、総合格闘家、プロレスラー
- 1976年 - クリステル・チアリ、タレント
- 1976年 - 村瀬範行、漫画家
- 1977年 - クリストファー・ロウ - ミュージシャン（アタリス）
- 1977年 - ヨアンディ・ガルロボ、元野球選手
- 1977年 - 佐々木寿人、プロ雀士
- 1978年 - 小田切ジュン、AV男優
- 1978年 - シム・ヒョンタク、俳優
- 1979年 - 金澤健人、元プロ野球選手
- 1979年 - イ・ボヨン、女優
- 1980年 - 藤巻亮太、ミュージシャン（レミオロメン）
- 1981年 - 竹本恵、野球選手
- 1982年 - ドントレル・ウィリス、元プロ野球選手
- 1983年 - 田中美保、ファッションモデル
- 1983年 - 朝川ちあき、ファッションモデル
- 1983年 - 須藤絵里花、声優
- 1983年 - 澤昌克、サッカー選手
- 1983年 - 青野毅、元プロ野球選手
- 1985年 - 辻本祐樹、俳優
- 1985年 - フェルナンダ・ルビオ、モデル
- 1985年 - 屋宜由佳、タレント
- 1985年 - ボルハ・バレロ、サッカー選手
- 1986年 - イモトアヤコ、お笑いタレント
- 1986年 - 村田諒太、プロボクサー
- 1986年 - パブロ・ダニエル・オスヴァルド、サッカー選手
- 1986年 - 虎硬、イラストレーター、デザイナー
- 1986年 - 綾瀬メグ、元AV女優
- 1987年 - 千野裕子[4]、女優
- 1987年 - イバン・ノバ、プロ野球選手
- 1987年 - サルヴァトーレ・シリグ、サッカー選手
- 1988年 - 久田美佳、アイドルタレント
- 1988年 - 古木のぞみ、声優
- 1988年 - 二階堂綾乃、漫画家、イラストレーター
- 1989年 - 三井保奈美、元グラビアアイドル
- 1989年 - アクセル・ヴィツェル、サッカー選手
- 1989年 - 藤村あさみ、女優
- 1989年 - NAO、プロレスラー
- 1990年 - セルゲイ・カヤキン、チェス選手
- 1990年 - ジョー・タラモ、騎手
- 1991年 - ピクシー・ロット、歌手
- 1991年 - エセキエル・カルベンテ、サッカー選手
- 1992年 - 小林万桜、グラビアアイドル
- 1992年 - サムエレ・ロンゴ、サッカー選手
- 1992年 - ゾマやかじゃない!、ダンサー（REAL AKIBA BOYZ)
- 1993年 - 稲葉友、俳優
- 1993年 - 小林亜実、女優、タレント
- 1993年 - 光井愛佳、元歌手（元モーニング娘。）
- 1993年 - 佐々木繭、サッカー選手
- 1993年 - SUSURU、YouTuber
- 1993年 - ゼイン・マリク、歌手（元ワン・ダイレクション）
- 1993年 - ディオ、アイドル、俳優（EXO）
- 1993年 - アイリス・ウー、シンガーソングライター
- 1993年 - 加村真美、女優
- 1993年 - Bigfumi、シンガーソングライター
- 1994年 - 早川史哉、サッカー選手
- 1995年 - 中谷圭佑、陸上選手
- 1995年 - マサイ、YouTuber（Fischer's）
- 1995年 - 進撃のノア、キャバクラ嬢
- 1995年 - きょーへい、YouTuber (STスタジオ)
- 1995年 - 北本隆雄、アナウンサー
- 1996年 - 竹内美宥、歌手（元AKB48）
- 1996年 - 橋本愛、女優、元ファッションモデル
- 1996年 - ヘビン、アイドル（MOMOLAND）
- 1997年 - 田中明、女優
- 1997年 - 本庄鈴、AV女優
- 1997年 - 上川畑大悟、プロ野球選手
- 1998年 - 仲田友紀子、女優
- 1998年 - 西村愛華、アイドル（元NMB48）
- 1999年 - 加藤廉、プロ野球選手
- 1999年 - 田村真佑、アイドル（乃木坂46）
- 2000年 - 北浦竜次、プロ野球選手
- 2000年 - ジャンサヤ・アブドゥマリク、チェス選手
- 2001年 - 吉田輝星、プロ野球選手
- 2002年 - 増本綺良、アイドル（櫻坂46）
- 2002年 - 高崎春、フジテレビアナウンサー
- 2002年 - エヴァ・リス、テニス選手
- 2003年 - 本郷柚巴、グラビアアイドル（元NMB48）
- 2004年 - アン・ソヒョン、女優
- 2004年 - 伊藤蒼唯、陸上競技選手
- 2005年 - 戸部光翔、タレント
- 2005年 - 『ユイカ』、シンガーソングーライター
- 2005年 - 福井梨莉華、グラビアアイドル
- 2006年 - クォン・スジョン、女優
- 2006年 - 加藤大和、プロ野球選手
- 2010年 - 永山椿、女優
- 生年不詳 - ミズキ、ミュージシャン（DOG in Theパラレルワールドオーケストラ）
- 生年不詳 - 雨宮淳、漫画家
- 生年不詳 - 後藤晶、漫画家
- 生年不詳 - 石井瑞樹、声優
- 生年不詳 - 岩橋由佳[5]、声優
- 生年不詳 - 高木友梨香[6]、声優
- 生年不詳 - 兎田ぺこら、バーチャルYouTuber
- 生年不詳 - 大津奈美子、声優

## 忌日

### 人物
- 1519年 - マクシミリアン1世、神聖ローマ皇帝（* 1459年）
- 1537年 - ロレンツォ・ディ・クレディ、画家、彫刻家（* 1459年頃）
- 1550年 - アンドレーア・アルチャート、法学者、作家（* 1492年）
- 1628年 - フランシスコ・リバルタ、画家（* 1565年）
- 1665年 - ピエール・ド・フェルマー、数学者（* 1601年）
- 1674年 - ジャコモ・カリッシミ、作曲家（* 1605年）
- 1759年 - アン、オラニエ公ウィレム4世の妃（* 1709年）
- 1764年（宝暦13年12月10日） - 太田資俊、江戸幕府寺社奉行、館林藩主、掛川藩主（* 1720年）
- 1765年 - ヨハン・メルヒオール・モルター、作曲家、バイオリニスト（* 1696年）
- 1829年 - フリードリヒ・シュレーゲル、思想家、文芸評論家、詩人、小説家（* 1772年）
- 1833年 - アントナン・カレーム、フランス料理のシェフ（* 1784年）
- 1834年 - ウィリアム・グレンヴィル、政治家、イギリス首相（* 1759年）
- 1839年 - ヨーゼフ・アントン・コッホ、画家（* 1768年）
- 1856年 - リュドヴィート・シュトゥール、言語学者、詩人、哲学者、活動家、政治家（* 1815年）
- 1865年（元治元年12月15日） - 歌川国貞、浮世絵師（* 1786年）
- 1875年（同治13年12月5日） - 同治帝、清第10代皇帝（* 1856年）
- 1878年 - ヨシフ・ギンヅブルク、銀行家（* 1812年）
- 1880年 - エレン・アーサー、アメリカ合衆国のファーストレディ（* 1837年）
- 1909年 - ヘルマン・ミンコフスキー、数学者（* 1864年）
- 1911年 - サミュエル・モンタギュー、初代スウェイスリング男爵（* 1832年）
- 1911年 - ゲオルグ・イェリネック、法学者（* 1851年）
- 1915年 - 有坂成章、銃器設計者、日本陸軍の中将（* 1852年）
- 1930年 - アンリ・ド・グルー、画家、版画家（* 1866年）
- 1934年 - パウル・コハンスキ、ヴァイオリニスト、作曲家、編曲家（* 1887年）
- 1942年 - セオドール・アンネマン、奇術師（* 1907年）
- 1944年 - ジュリエット・アトキンソン、テニス選手（* 1873年）
- 1946年 - 河野安通志、野球選手（* 1884年）
- 1950年 - 竹越与三郎、衆議院・貴族院議員、評論家（* 1883年）
- 1954年 - エレン・テスレフ、画家（* 1869年）
- 1956年 - サム・ラングフォード、プロボクサー（* 1883年）
- 1957年 - ヴィクトル・スタルヒン、元プロ野球選手（* 1916年）
- 1959年 - エドヴァルド・エリクセン、彫刻家（* 1876年）
- 1959年 - 大沼康、政治家、元宮城県知事（* 1908年）
- 1960年 - ネビル・シュート、小説家（* 1899年）
- 1960年 - カルロス・ディサルリ、タンゴピアニスト（* 1903年）
- 1965年 - 大坪砂男、推理作家（* 1904年）
- 1967年 - ジェームス・ベッドフォード、心理学者（* 1893年）
- 1975年 - 間宮茂輔、小説家（* 1899年）
- 1976年 - アガサ・クリスティ、推理作家（* 1890年）
- 1977年 - アンリ＝ジョルジュ・クルーゾー、映画監督、脚本家（* 1907年）
- 1980年 - レオニード・コハンスキ、ピアニスト（* 1893年）
- 1983年 - ニコライ・ポドゴルヌイ、元ソビエト連邦最高会議幹部会議長（* 1903年）
- 1984年 - 坂田武雄、実業家、サカタのタネ創業者（* 1888年）
- 1984年 - 小山久二郎、出版人、小山書店設立者（* 1905年）
- 1986年 - ルードヴィッヒ・ビーアマン、宇宙物理学者（* 1907年）
- 1987年 - 大久保康雄、翻訳家（* 1905年）
- 1987年 - 児玉進、映画監督（* 1926年）
- 1988年 - 村井順、官僚、実業家、綜合警備保障創業者（* 1909年）
- 1991年 - 立石一真、実業家、オムロン創業者（* 1900年）
- 1992年 - 森光明、実業家、第3代オリエンタルランド社長（* 1923年）
- 1992年 - ウォルト・モーレー、児童文学作家（* 1907年）
- 1993年 - 石井良助、法制史学者、東京大学名誉教授（* 1907年）
- 1995年 - 入江たか子、女優（* 1911年）
- 1996年 - 吉田高章、実業家、元ブルボン社長（* 1928年）
- 1997年 - チャールズ・ハギンズ、生理学者、ノーベル生理学・医学賞受賞者（* 1901年）
- 1998年 - 野々村一雄、経済学者、一橋大学名誉教授（* 1913年）
- 2000年 - マーク・デイヴィス、アニメーター（* 1913年）
- 2001年 - ウィリアム・ヒューレット、ヒューレット・パッカード創立者（* 1913年）
- 2001年 - ウラジーミル・セミチャストヌイ、元ソ連国家保安委員会（KGB）議長（* 1924年）
- 2001年 - アデマール・ダ・シルバ、三段跳選手、1952年ヘルシンキ五輪・1956年メルボルン五輪金メダリスト（* 1927年）
- 2001年 - 九代目澤村宗十郎、歌舞伎役者（* 1933年）
- 2002年 - サイラス・ヴァンス、第57代アメリカ合衆国国務長官（* 1917年）
- 2002年 - 新島淳良、中国文学者、コミュニティー活動家（* 1928年）
- 2003年 - レオポルド・ガルチェリ、政治家、元アルゼンチン大統領（* 1926年）
- 2003年 - 深作欣二、映画監督（* 1930年）
- 2003年 - モーリス・ギブ、ミュージシャン（ビージーズ）（* 1949年）
- 2004年 - ランディ・ヴァンウォーマー、シンガーソングライター（* 1955年）
- 2005年 - 中川幸一、実業家、元京浜急行電鉄社長（* 1903年）
- 2005年 - 鳳誠三郎、工学者、第60代電気学会会長（* 1912年）
- 2005年 - 浮田典良、地理学者、京都大学名誉教授 （* 1928年）
- 2006年 - 本田竹広、ジャズピアニスト（* 1945年）
- 2007年 - 田上嘉子、女優（* 1922年）
- 2007年 - 五井孝蔵、元プロ野球選手（* 1925年）
- 2007年 - アリス・コルトレーン、ピアノ、オルガン、ハープ奏者（* 1937年）
- 2008年 - 岡田みゆき、小説家（* 1917年）
- 2008年 - 鈴木清三、オーボエ奏者、桐朋学園大学名誉教授（* 1922年）
- 2009年 - アルネ・ネス、哲学者（* 1912年）
- 2009年 - キック・ストックホイセン、テレビ司会者、声優、政治家（* 1930年）
- 2009年 - クロード・ベリ、映画監督、映画プロデューサー、俳優（* 1934年）
- 2010年 - 金子徳之介、政治家、元保原町長（* 1932年）
- 2010年 - 春風亭栄橋、落語家（* 1939年）
- 2010年 - ダニエル・ベンサイド、マルクス主義哲学者、評論家（* 1946年）
- 2010年 - 斉城昌美、小説家（* 1954年）
- 2011年 - 古澤良治郎、ジャズドラマー（* 1945年）
- 2012年 - 別宮貞雄、作曲家（* 1922年）
- 2012年 - レジナルド・ヒル、推理作家（* 1936年）
- 2012年 - パブロ・フェンテス・レイナ（MS1）、プロレスラー（* 1956年）
- 2013年 - 大久保琴、スーパーセンテナリアン（* 1897年）
- 2013年 - ジャン＝クロード・オリビエ、オフロードバイクレーサー（* 1945年）
- 2014年 - 田中恒利、政治家（* 1925年）
- 2014年 - 中村裕、俳優（* 1935年）
- 2015年 - 花形恵子、声優（* 1935年）
- 2015年 - 木之下晃、写真家（* 1936年）
- 2015年 - エレーナ・オブラスツォワ、メゾソプラノ歌手（* 1939年）
- 2015年 - 栗原雅智、政治家、元山梨県富士吉田市長（* 1941年）
- 2016年 - 近江宗一、工学者、大阪大学名誉教授（* 1923年）
- 2016年 - 田中良昭、曹洞宗僧侶、仏教学者、元駒澤大学総長、駒澤大学名誉教授（* 1933年）
- 2016年 - ハリー・ファームレット、画家（* 1932年）
- 2017年 - ウィリアム・ピーター・ブラッティ、作家、脚本家（* 1928年）
- 2017年 - 小浜元孝、バスケットボール指導者、バスケットボール選手（* 1932年）
- 2017年 - 宮里昭也、実業家、新聞記者、元琉球新報社社長（* 1936年）
- 2018年 - 灰地順、俳優（* 1926年）
- 2018年 - 五代目柳家小蝠、落語家（* 1975年）
- 2019年 - 梅原猛、哲学者、ものつくり大学初代総長、京都市立芸術大学名誉教授、国際日本文化研究センター名誉教授（* 1925年）
- 2019年 - 朴普煕、宗教家、元世界日報社長、元ワシントン・タイムズ社長（* 1930年）
- 2019年 - 利沢行夫、アメリカ文学者、文芸評論家、筑波大学名誉教授（* 1931年）
- 2019年 - 市原悦子、女優（* 1936年）
- 2019年 - 六角鬼丈、建築家、東京藝術大学名誉教授（* 1941年）
- 2020年 - 羽坂勇司、歯科医師、元青山学院理事長（* 1921年）
- 2020年 - 桜田一男、プロレスラー（* 1948年）
- 2020年 - 青山京子、女優（* 1935年）
- 2020年 - ロジャー・スクルートン、哲学者、美学者、作曲家、保守思想家（* 1944年）
- 2021年 - 大路三千緒、女優、宝塚歌劇団花組元組長（* 1920年）
- 2021年 - 半藤一利、作家（* 1930年）
- 2021年 - ハーリド・ビン・アブドゥッラー、サウジアラビア王族、実業家、馬主（* 1937年）
- 2021年 - 布垣豊、実業家、元京都中央信用金庫理事長（* 1938年）
- 2022年 - 本間義人、ジャーナリスト、都市政策学者、法政大学名誉教授（* 1935年）
- 2022年 - 海保孝、銀行家、大和銀行元頭取、りそなホールディングス初代会長（* 1937年）
- 2022年 - 庄司清和[7]、実業家、米久創業者、時之栖会長（* 1939年）
- 2022年 - ワイポット・ペットスパン、歌手（* 1942年）
- 2022年 - ロニー・スペクター、歌手（ザ・ロネッツ）（* 1943年）
- 2022年 - 三枝春生、古脊椎動物学者（* 1958年）
- 2022年 - 小林晋、競艇選手（* 1977年）
- 2023年 - 三枝佐枝子、編集者、評論家、元婦人公論編集長（* 1920年）
- 2023年 - エリオット・ヴァレンスタイン、心理学者、神経科学者（* 1923年）
- 2023年 - ポール・ジョンソン、歴史家、ジャーナリスト（* 1928年）
- 2023年 - 加賀乙彦、小説家、精神科医（* 1929年）
- 2023年 - 朝香聖一、実業家、元日本精工社長（* 1942年）
- 2023年 - 千葉昭、実業家、元四国電力社長（* 1946年）
- 2023年 - ロビー・バックマン、ドラマー（* 1953年）
- 2023年 - ゲリー・コーツィー、プロボクサー、元WBA世界ヘビー級王者（* 1955年）
- 2023年 - リサ・マリー・プレスリー、歌手、作家（* 1968年）
- 2024年 - 薛駒、政治家、元中国共産党浙江省委員会書記（* 1922年）
- 2024年 - 平野次郎、ジャーナリスト、元日本放送協会記者、ニュースキャスター（* 1940年）
- 2024年 - 熊倉貞武[8]、実業家、メディパルホールディングス名誉会長（* 1944年）
- 2024年 - 山本進[9]、実業家、元毎日新聞社常務、スポーツニッポン新聞社社長（* 1945年または1946年）
- 2024年 - 高橋春男、漫画家、アニメーター（* 1947年）
- 2024年 - 吉崎隆、元テレビプロデューサー（* 1956年）
- 2025年 - 森政弘、工学者（* 1927年）

### 人物以外（動物など）
- 2001年 - アファームド、競走馬（* 1975年）
- 2013年 - ウラジ、競走馬（* 1980年）

## 記念日・年中行事
- 成人の日（ 日本）※1月第2月曜日（2004年、2009年、2015年など）
- ザンジバル革命記念日（ タンザニア）
1964年のこの日のザンジバル革命を記念。
- 青年の日（英語版）（ インド）
インドの宗教家・ヴィヴェーカーナンダの1863年の誕生日。1984年にインド政府が制定し、翌1985年から実施。
- スキー記念日／スキーの日（ 日本）
1911年1月12日にオーストリア陸軍のレルヒ少佐が、新潟県高田（現在の上越市）の陸軍高田歩兵第58連隊の青年将校に、日本で初めてスキーの指導を行ったことから。スポーツ用品メーカー・ミズノの直営店・エスポートミズノが1994年に制定し、その後全日本スキー連盟も関係諸団体との協議を行って2003年に制定[10]。
- 桜島の日（ 日本）
1914年（大正3年）に鹿児島県の桜島で大正大噴火が始まったことにちなむ。鹿児島市では毎年この日に噴火を想定した防災訓練が行われる。